# (3477) Kazbegi
(3477) Kazbegi es un asteroide perteneciente al cinturón de asteroides, descubierto el 19 de mayo de 1979 por Richard Martin West desde el Observatorio de La Silla, Chile.

## Designación y nombre
Designado provisionalmente como 1979 KH. Fue nombrado Kazbegi en homenaje al Monte Kazbek que se encuentra en Georgia..